# Hybodera tuberculata
Hybodera tuberculata är en skalbaggsart som beskrevs av Leconte 1873. Hybodera tuberculata ingår i släktet Hybodera och familjen långhorningar. Inga underarter finns listade i Catalogue of Life.